# جان هریس (بازیکن فوتبال، زاده ۱۹۱۷)
جان هریس (انگلیسی: John Harris (footballer, born 1917)؛ ۳۰ ژوئن ۱۹۱۷ – ۲۴ ژوئیهٔ ۱۹۸۸) یک بازیکن فوتبال و مربی اهل اسکاتلند بود.

## باشگاهی
وی سابقه بازی در تیم‌های سوئیندون تاون، سوانزی سیتی، تاتنهام، ولورهمپتون واندررز، چلسی و چستر سیتی و بازی در تیم ملی فوتبال اسکاتلند را در کارنامه دارد.